# Грубий будинок
«Гру́бий буди́нок» (англ. The Rough House) — американська короткометражна комедія Роско Арбакла 1917 року.

## Сюжет
Mr. & Mrs. Rough живуть щасливо в будинку, біля моря. Але одного дня до них в гості приїжджає мати Mrs. Rough і залишається на декілька тижнів погостювати. Теща відразу порушує щасливий спокій сім'ї.

## У ролях
- Роско «Товстун» Арбакл — Mr Rough
- Аль Ст. Джон — кухар
- Бастер Кітон — садівник / хлопчик з доставки / поліцейський
- Еліс Лейк — Mrs Rough
- Ан'єс Нілсон — теща